# Ryuthela secundaria
Ryuthela secundaria es una especie de arácnido perteneciente al género Ryuthela, dentro de la familia Liphistiidae.